# آینه دو چهره دارد
آینه دو رو دارد (انگلیسی: The Mirror Has Two Faces) فیلمی در ژانر رمانتیک و کمدی-درام به کارگردانی باربارا استرایسند است که در سال ۱۹۹۶ منتشر شد.
لورن باکال توانست به‌خاطر بازی در این فیلم برای دریافتِ جایزه اسکار بهترین بازیگر نقش مکمل زن نامزد شود.

## بازیگران
- جف بریجز
- لورن باکال
- جورج سگال
- میمی راجرز
- پیرس برازنان
- برندا واکارو
- باربارا استرایسند
- آستین پندلتن
- الی مک‌فرسن
- تائینا الگ